# Kino „Pod Baranami”

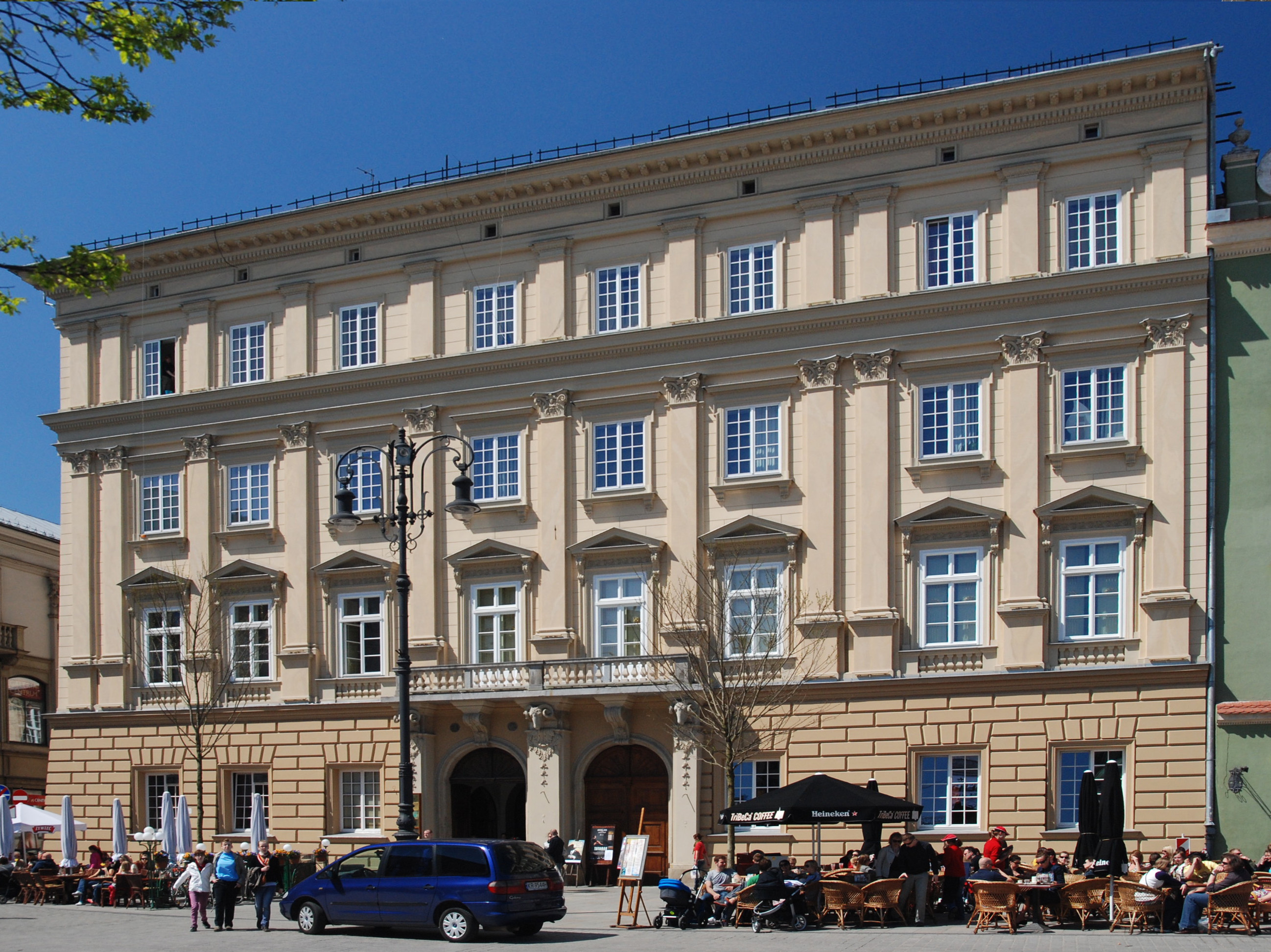
Pałac „Pod Baranami”, w którym mieści się kino (2009)

Kino „Pod Baranami” – kino studyjne w Krakowie, w pałacu „Pod Baranami”, założone 1969.

## Historia
Swą działalność kino rozpoczęło w 1969, w latach 1993–2003 było częścią Centrum Filmowego Graffiti.

## Obecnie
Kino Pod Baranami promuje przede wszystkim filmy europejskie, ale w programie można znaleźć również dzieła z innych krajów. Dysponuje trzema salami przeznaczonymi do projekcji: Czerwoną (128 miejsc), Niebieską (102 miejsca) oraz Białą (30 miejsc). Co roku, w grudniu, odbywa się tam Festiwal Filmu Niemego. Jest zrzeszone w Sieci Kin Studyjnych i Lokalnych.

## Osiągnięcia
W 2010 roku otrzymało Nagrodę Polskiego Instytutu Sztuki Filmowej w kategorii najlepsze kino roku 2009.